# Ceratizit Challenge by La Vuelta 2020
La 6.ª edición de la Ceratizit Challenge by La Vuelta (conocida anteriormente como Madrid Challenge by La Vuelta) fue una carrera de ciclismo femenino por etapas que se celebró entre el 6 y el 8 de noviembre de 2020 sobre una distancia total de 192,5 km, coincidiendo en fecha con las últimas 3 etapas de la Vuelta a España 2020.
La carrera formó parte del UCI WorldTour Femenino 2020 como competencia de categoría 2.WWT del calendario ciclístico de máximo nivel mundial siendo la undécima carrera de dicho circuito y fue ganada por la ciclista alemana Lisa Brennauer del equipo Ceratizit-WNT. El podio lo completaron la ciclista italiana Elisa Longo Borghini del equipo Trek-Segafredo y la ciclista neerlandesa Lorena Wiebes del equipo Sunweb.

## Equipos
Tomaron la salida un total de 16 equipos, de los cuales participarán los 6 equipos de categoría UCI WorldTeam Femenino habilitados y 10 equipos de categoría UCI Continental Team Femenino invitados por la organización de la carrera, quienes conformaron un pelotón de 84 ciclistas de las cuales terminaron 67. Los equipos participantes fueron:
| translation for headoftableIII_translate index 58 not found (6)- Alé BTC Ljubljana - Canyon-SRAM Racing - Mitchelton-Scott - Movistar Team - Sunweb Women - Trek-Segafredo UCI Women's continental teams (3)- Ceratizit-WNT Pro Cycling - Bizkaia-Durango - Cronos-Casa Dorada Unknown team category (7)- Massi Tactic - BePink - Doltcini-Van Eyck Sport - Hitec Products-Birk Sport - Río Miera-Cantabria Deporte - Sopela Women's Team - Valcar-Travel & Service |
| |

## Recorrido
| Etapa     | Fecha    | Recorrido                               | type                    | Distancia (km) | Ganador        | Líder          |
| --------- | -------- | --------------------------------------- | ----------------------- | -------------- | -------------- | -------------- |
| 1.ª etapa | 6 de nov | Toledo – Escalona                       | etapa escarpada         | 82,8           | Lorena Wiebes  | Lorena Wiebes  |
| 2.ª etapa | 7 de nov | Boadilla del Monte – Boadilla del Monte | contrarreloj individual | 9,3            | Lisa Brennauer | Lisa Brennauer |
| 3.ª etapa | 8 de nov | Madrid – Madrid                         | etapa llana             | 98,6           | Elisa Balsamo  | Lisa Brennauer |

## Desarrollo de la carrera

### 1.ª etapa
| Toledo - Escalona | etapa escarpada | (82,8 km) |

| \| Clasificación de la etapa \| Clasificación de la etapa \| Clasificación de la etapa \| Clasificación de la etapa \| Clasificación de la etapa \| \| Ciclista \| Ciclista \| Equipo \| Tiempo \| \| \| ------------------------- \| ------------------------- \| ------------------------- \| ------------------------- \| ------------------------- \| \| 1.ª \| Lorena Wiebes \| Sunweb \| 2 h 00 min 16 s \| \| \| 2.ª \| Elisa Balsamo \| Valcar-Travel & Service \| + 0 s \| \| \| 3.ª \| Lisa Brennauer \| Ceratizit-WNT Pro Cycling \| + 0 s \| \| \| 4.ª \| Jelena Erić \| Movistar Team \| + 0 s \| \| \| 5.ª \| Alice Barnes \| Canyon-SRAM Racing \| + 3 s \| \| \| 6.ª \| Silvia Zanardi \| Bepink \| + 4 s \| \| \| 7.ª \| Alexis Ryan \| Canyon-SRAM Racing \| + 4 s \| \| \| 8.ª \| Laura Asencio \| Ceratizit-WNT Pro Cycling \| + 4 s \| \| \| 9.ª \| Vittoria Guazzini \| Valcar-Travel & Service \| + 4 s \| \| \| 10.ª \| Sarah Roy \| Mitchelton-Scott \| + 4 s \| \| |                   |                           |                 |
| |                   |                           |                 |
| Fuente: ProCyclingStats |                   |                           |                 |
| Clasificación de la etapa |                   |                           |                 |
| Ciclista | Ciclista          | Equipo                    | Tiempo          |
| 1.ª | Lorena Wiebes     | Sunweb                    | 2 h 00 min 16 s |
| 2.ª | Elisa Balsamo     | Valcar-Travel & Service   | + 0 s           |
| 3.ª | Lisa Brennauer    | Ceratizit-WNT Pro Cycling | + 0 s           |
| 4.ª | Jelena Erić       | Movistar Team             | + 0 s           |
| 5.ª | Alice Barnes      | Canyon-SRAM Racing        | + 3 s           |
| 6.ª | Silvia Zanardi    | Bepink                    | + 4 s           |
| 7.ª | Alexis Ryan       | Canyon-SRAM Racing        | + 4 s           |
| 8.ª | Laura Asencio     | Ceratizit-WNT Pro Cycling | + 4 s           |
| 9.ª | Vittoria Guazzini | Valcar-Travel & Service   | + 4 s           |
| 10.ª | Sarah Roy         | Mitchelton-Scott          | + 4 s           |

| \| Clasificación general \| Clasificación general \| Clasificación general \| Clasificación general \| Clasificación general \| \| Ciclista \| Ciclista \| Equipo \| Tiempo \| \| \| --------------------- \| --------------------- \| ------------------------- \| --------------------- \| --------------------- \| \| 1.ª \| Lorena Wiebes \| Sunweb \| 2 h 00 min 01 s \| \| \| 2.ª \| Elisa Balsamo \| Valcar-Travel & Service \| + 5 s \| \| \| 3.ª \| Lisa Brennauer \| Ceratizit-WNT Pro Cycling \| + 10 s \| \| \| 4.ª \| Jelena Erić \| Movistar Team \| + 15 s \| \| \| 5.ª \| Alice Barnes \| Canyon-SRAM Racing \| + 18 s \| \| \| 6.ª \| Silvia Zanardi \| Bepink \| + 19 s \| \| \| 7.ª \| Alexis Ryan \| Canyon-SRAM Racing \| + 19 s \| \| \| 8.ª \| Laura Asencio \| Ceratizit-WNT Pro Cycling \| + 19 s \| \| \| 9.ª \| Vittoria Guazzini \| Valcar-Travel & Service \| + 19 s \| \| \| 10.ª \| Sarah Roy \| Mitchelton-Scott \| + 19 s \| \| |                   |                           |                 |
| |                   |                           |                 |
| Fuente: ProCyclingStats |                   |                           |                 |
| Clasificación general |                   |                           |                 |
| Ciclista | Ciclista          | Equipo                    | Tiempo          |
| 1.ª | Lorena Wiebes     | Sunweb                    | 2 h 00 min 01 s |
| 2.ª | Elisa Balsamo     | Valcar-Travel & Service   | + 5 s           |
| 3.ª | Lisa Brennauer    | Ceratizit-WNT Pro Cycling | + 10 s          |
| 4.ª | Jelena Erić       | Movistar Team             | + 15 s          |
| 5.ª | Alice Barnes      | Canyon-SRAM Racing        | + 18 s          |
| 6.ª | Silvia Zanardi    | Bepink                    | + 19 s          |
| 7.ª | Alexis Ryan       | Canyon-SRAM Racing        | + 19 s          |
| 8.ª | Laura Asencio     | Ceratizit-WNT Pro Cycling | + 19 s          |
| 9.ª | Vittoria Guazzini | Valcar-Travel & Service   | + 19 s          |
| 10.ª | Sarah Roy         | Mitchelton-Scott          | + 19 s          |

### 2.ª etapa
| Boadilla del Monte - Boadilla del Monte | contrarreloj individual | (9,3 km) |

| \| Clasificación de la etapa \| Clasificación de la etapa \| Clasificación de la etapa \| Clasificación de la etapa \| Clasificación de la etapa \| \| Ciclista \| Ciclista \| Equipo \| Tiempo \| \| \| ------------------------- \| ------------------------- \| ------------------------- \| ------------------------- \| ------------------------- \| \| 1.ª \| Lisa Brennauer \| Ceratizit-WNT Pro Cycling \| 12 min 40 s \| \| \| 2.ª \| Elisa Longo Borghini \| Trek-Segafredo \| + 1 s \| \| \| 3.ª \| Ellen van Dijk \| Trek-Segafredo \| + 4 s \| \| \| 4.ª \| Annemiek van Vleuten \| Mitchelton-Scott \| + 8 s \| \| \| 5.ª \| Leah Kirchmann \| Sunweb \| + 14 s \| \| \| 6.ª \| Sarah Roy \| Mitchelton-Scott \| + 18 s \| \| \| 7.ª \| Mieke Kröger \| Hitec Products-Birk Sport \| + 21 s \| \| \| 8.ª \| Alice Barnes \| Canyon-SRAM Racing \| + 25 s \| \| \| 9.ª \| Maaike Boogaard \| Alé BTC Ljubljana \| + 26 s \| \| \| 10.ª \| Hannah Ludwig \| Canyon-SRAM Racing \| + 28 s \| \| |                      |                           |             |
| |                      |                           |             |
| Fuente: ProCyclingStats |                      |                           |             |
| Clasificación de la etapa |                      |                           |             |
| Ciclista | Ciclista             | Equipo                    | Tiempo      |
| 1.ª | Lisa Brennauer       | Ceratizit-WNT Pro Cycling | 12 min 40 s |
| 2.ª | Elisa Longo Borghini | Trek-Segafredo            | + 1 s       |
| 3.ª | Ellen van Dijk       | Trek-Segafredo            | + 4 s       |
| 4.ª | Annemiek van Vleuten | Mitchelton-Scott          | + 8 s       |
| 5.ª | Leah Kirchmann       | Sunweb                    | + 14 s      |
| 6.ª | Sarah Roy            | Mitchelton-Scott          | + 18 s      |
| 7.ª | Mieke Kröger         | Hitec Products-Birk Sport | + 21 s      |
| 8.ª | Alice Barnes         | Canyon-SRAM Racing        | + 25 s      |
| 9.ª | Maaike Boogaard      | Alé BTC Ljubljana         | + 26 s      |
| 10.ª | Hannah Ludwig        | Canyon-SRAM Racing        | + 28 s      |

| \| Clasificación general \| Clasificación general \| Clasificación general \| Clasificación general \| Clasificación general \| \| Ciclista \| Ciclista \| Equipo \| Tiempo \| \| \| --------------------- \| --------------------- \| ------------------------- \| --------------------- \| --------------------- \| \| 1.ª \| Lisa Brennauer \| Ceratizit-WNT Pro Cycling \| 2 h 12 min 51 s \| \| \| 2.ª \| Elisa Longo Borghini \| Trek-Segafredo \| + 10 s \| \| \| 3.ª \| Ellen van Dijk \| Trek-Segafredo \| + 13 s \| \| \| 4.ª \| Annemiek van Vleuten \| Mitchelton-Scott \| + 17 s \| \| \| 5.ª \| Lorena Wiebes \| Sunweb \| + 18 s \| \| \| 6.ª \| Leah Kirchmann \| Sunweb \| + 23 s \| \| \| 7.ª \| Sarah Roy \| Mitchelton-Scott \| + 27 s \| \| \| 8.ª \| Mieke Kröger \| Hitec Products-Birk Sport \| + 30 s \| \| \| 9.ª \| Alice Barnes \| Canyon-SRAM Racing \| + 33 s \| \| \| 10.ª \| Maaike Boogaard \| Alé BTC Ljubljana \| + 35 s \| \| |                      |                           |                 |
| |                      |                           |                 |
| Fuente: ProCyclingStats |                      |                           |                 |
| Clasificación general |                      |                           |                 |
| Ciclista | Ciclista             | Equipo                    | Tiempo          |
| 1.ª | Lisa Brennauer       | Ceratizit-WNT Pro Cycling | 2 h 12 min 51 s |
| 2.ª | Elisa Longo Borghini | Trek-Segafredo            | + 10 s          |
| 3.ª | Ellen van Dijk       | Trek-Segafredo            | + 13 s          |
| 4.ª | Annemiek van Vleuten | Mitchelton-Scott          | + 17 s          |
| 5.ª | Lorena Wiebes        | Sunweb                    | + 18 s          |
| 6.ª | Leah Kirchmann       | Sunweb                    | + 23 s          |
| 7.ª | Sarah Roy            | Mitchelton-Scott          | + 27 s          |
| 8.ª | Mieke Kröger         | Hitec Products-Birk Sport | + 30 s          |
| 9.ª | Alice Barnes         | Canyon-SRAM Racing        | + 33 s          |
| 10.ª | Maaike Boogaard      | Alé BTC Ljubljana         | + 35 s          |

### 3.ª etapa
| Madrid - Madrid | etapa llana | (98,6 km) |

| \| Clasificación de la etapa \| Clasificación de la etapa \| Clasificación de la etapa \| Clasificación de la etapa \| Clasificación de la etapa \| \| Ciclista \| Ciclista \| Equipo \| Tiempo \| \| \| ------------------------- \| ------------------------- \| ------------------------- \| ------------------------- \| ------------------------- \| \| 1.ª \| Elisa Balsamo \| Valcar-Travel & Service \| 2 h 16 min 49 s \| \| \| 2.ª \| Lorena Wiebes \| Sunweb \| + 0 s \| \| \| 3.ª \| Marta Bastianelli \| Alé BTC Ljubljana \| + 0 s \| \| \| 4.ª \| Chiara Consonni \| Valcar-Travel & Service \| + 0 s \| \| \| 5.ª \| Silvia Zanardi \| Bepink \| + 0 s \| \| \| 6.ª \| Barbara Guarischi \| Movistar Team \| + 0 s \| \| \| 7.ª \| Lisa Brennauer \| Ceratizit-WNT Pro Cycling \| + 0 s \| \| \| 8.ª \| Sandra Alonso \| Cronos-Casa Dorada \| + 0 s \| \| \| 9.ª \| Jelena Erić \| Movistar Team \| + 0 s \| \| \| 10.ª \| Elisa Longo Borghini \| Trek-Segafredo \| + 0 s \| \| |                      |                           |                 |
| |                      |                           |                 |
| Fuente: ProCyclingStats |                      |                           |                 |
| Clasificación de la etapa |                      |                           |                 |
| Ciclista | Ciclista             | Equipo                    | Tiempo          |
| 1.ª | Elisa Balsamo        | Valcar-Travel & Service   | 2 h 16 min 49 s |
| 2.ª | Lorena Wiebes        | Sunweb                    | + 0 s           |
| 3.ª | Marta Bastianelli    | Alé BTC Ljubljana         | + 0 s           |
| 4.ª | Chiara Consonni      | Valcar-Travel & Service   | + 0 s           |
| 5.ª | Silvia Zanardi       | Bepink                    | + 0 s           |
| 6.ª | Barbara Guarischi    | Movistar Team             | + 0 s           |
| 7.ª | Lisa Brennauer       | Ceratizit-WNT Pro Cycling | + 0 s           |
| 8.ª | Sandra Alonso        | Cronos-Casa Dorada        | + 0 s           |
| 9.ª | Jelena Erić          | Movistar Team             | + 0 s           |
| 10.ª | Elisa Longo Borghini | Trek-Segafredo            | + 0 s           |

## Clasificaciones finales
Las clasificaciones finalizaron de la siguiente forma:

### Clasificación general
| \| Clasificación general \| Clasificación general \| Clasificación general \| Clasificación general \| Clasificación general \| \| Ciclista \| Ciclista \| Equipo \| Tiempo \| \| \| --------------------- \| --------------------- \| ------------------------- \| --------------------- \| --------------------- \| \| 1.ª \| Lisa Brennauer \| Ceratizit-WNT Pro Cycling \| 4 h 29 min 21 s \| \| \| 2.ª \| Elisa Longo Borghini \| Trek-Segafredo \| + 12 s \| \| \| 3.ª \| Lorena Wiebes \| Sunweb \| + 13 s \| \| \| 4.ª \| Ellen van Dijk \| Trek-Segafredo \| + 31 s \| \| \| 5.ª \| Leah Kirchmann \| Sunweb \| + 42 s \| \| \| 6.ª \| Annemiek van Vleuten \| Mitchelton-Scott \| + 44 s \| \| \| 7.ª \| Sarah Roy \| Mitchelton-Scott \| + 46 s \| \| \| 8.ª \| Maaike Boogaard \| Alé BTC Ljubljana \| + 52 s \| \| \| 9.ª \| Alice Barnes \| Canyon-SRAM Racing \| + 52 s \| \| \| 10.ª \| Mieke Kröger \| Hitec Products-Birk Sport \| + 57 s \| \| |                      |                           |                 |
| |                      |                           |                 |
| Fuente: ProCyclingStats |                      |                           |                 |
| Clasificación general |                      |                           |                 |
| Ciclista | Ciclista             | Equipo                    | Tiempo          |
| 1.ª | Lisa Brennauer       | Ceratizit-WNT Pro Cycling | 4 h 29 min 21 s |
| 2.ª | Elisa Longo Borghini | Trek-Segafredo            | + 12 s          |
| 3.ª | Lorena Wiebes        | Sunweb                    | + 13 s          |
| 4.ª | Ellen van Dijk       | Trek-Segafredo            | + 31 s          |
| 5.ª | Leah Kirchmann       | Sunweb                    | + 42 s          |
| 6.ª | Annemiek van Vleuten | Mitchelton-Scott          | + 44 s          |
| 7.ª | Sarah Roy            | Mitchelton-Scott          | + 46 s          |
| 8.ª | Maaike Boogaard      | Alé BTC Ljubljana         | + 52 s          |
| 9.ª | Alice Barnes         | Canyon-SRAM Racing        | + 52 s          |
| 10.ª | Mieke Kröger         | Hitec Products-Birk Sport | + 57 s          |

### Clasificación por puntos
| Clasificación por puntos | Clasificación por puntos | Clasificación por puntos  | Clasificación por puntos | Clasificación por puntos |
| Ciclista                 | Ciclista                 | Equipo                    | Puntos                   |                          |
| ------------------------ | ------------------------ | ------------------------- | ------------------------ | ------------------------ |
| 1.ª                      | Lisa Brennauer           | Ceratizit-WNT Pro Cycling | 38 pts                   |                          |
| 2.ª                      | Lorena Wiebes            | Sunweb                    | 36 pts                   |                          |
| 3.ª                      | Elisa Longo Borghini     | Trek-Segafredo            | 30 pts                   |                          |
| 4.ª                      | Elisa Balsamo            | Valcar-Travel & Service   | 15 pts                   |                          |
| 5.ª                      | Silvia Zanardi           | Bepink                    | 14 pts                   |                          |
| 6.ª                      | Hannah Ludwig            | Canyon-SRAM Racing        | 13 pts                   |                          |
| 7.ª                      | Jessica Roberts          | Mitchelton-Scott          | 11 pts                   |                          |
| 8.ª                      | Janneke Ensing           | Mitchelton-Scott          | 9 pts                    |                          |
| 9.ª                      | Maaike Boogaard          | Alé BTC Ljubljana         | 8 pts                    |                          |
| 10.ª                     | Wilma Olausson           | Sunweb                    | 8 pts                    |                          |

### Clasificación de las jóvenes
| Clasificación del mejor joven | Clasificación del mejor joven | Clasificación del mejor joven | Clasificación del mejor joven | Clasificación del mejor joven |
| Ciclista                      | Ciclista                      | Equipo                        | Tiempo                        |                               |
| ----------------------------- | ----------------------------- | ----------------------------- | ----------------------------- | ----------------------------- |
| 1.ª                           | Lorena Wiebes                 | Sunweb                        | 4 h 29 min 34 s               |                               |
| 2.ª                           | Maaike Boogaard               | Alé BTC Ljubljana             | + 39 s                        |                               |
| 3.ª                           | Alice Barnes                  | Canyon-SRAM Racing            | + 39 s                        |                               |
| 4.ª                           | Elisa Balsamo                 | Valcar-Travel & Service       | + 46 s                        |                               |
| 5.ª                           | Hannah Ludwig                 | Canyon-SRAM Racing            | + 51 s                        |                               |
| 6.ª                           | Jessica Roberts               | Mitchelton-Scott              | + 55 s                        |                               |
| 7.ª                           | Marta Cavalli                 | Valcar-Travel & Service       | + 56 s                        |                               |
| 8.ª                           | Liane Lippert                 | Sunweb                        | + 58 s                        |                               |
| 9.ª                           | Jelena Erić                   | Movistar Team                 | + 1 min 06 s                  |                               |
| 10.ª                          | Christina Schweinberger       | Doltcini-Van Eyck-Proximus    | + 1 min 10 s                  |                               |

## Evolución de las clasificaciones
| Etapa                   | Vencedora               | Clasificación general | Clasificación por puntos | Clasificación de las jóvenes | Clasificación por equipos |
| ----------------------- | ----------------------- | --------------------- | ------------------------ | ---------------------------- | ------------------------- |
| 1.ª                     | Lorena Wiebes           | Lorena Wiebes         | Lorena Wiebes            | Lorena Wiebes                | Ceratizit-WNT             |
| 2.ª                     | Lisa Brennauer          | Lisa Brennauer        | Lisa Brennauer           | Lorena Wiebes                | Trek-Segafredo            |
| 3.ª                     | Elisa Balsamo           | Lisa Brennauer        | Lisa Brennauer           | Lorena Wiebes                | Trek-Segafredo            |
| Clasificaciones finales | Clasificaciones finales | Lisa Brennauer        | Lisa Brennauer           | Lorena Wiebes                | Trek-Segafredo            |

## Ciclistas participantes y posiciones finales
Convenciones:
- AB-N: Abandono en la etapa "N"
- FLT-N: Retiro por llegada fuera del límite de tiempo en la etapa "N"
- NTS-N: No tomó la salida para la etapa "N"
- DES-N: Descalificado o expulsado en la etapa "N"

## UCI WorldTour Femenino
La Ceratizit Challenge by La Vuelta otorgó puntos para el UCI World Ranking Femenino y el UCI WorldTour Ranking Femenino para corredoras de los equipos en las categorías UCI Team Femenino. Las siguientes tablas muestran el baremo de puntuación y las 10 corredoras que obtuvieron más puntos:
| Posición              | 1.ª | 2.ª | 3.ª | 4.ª | 5.ª | 6.ª | 7.ª | 8.ª | 9.ª | 10.ª | 11.ª | 12.ª | 13.ª | 14.ª | 15.ª | 16.ª-20.ª | 21.ª-30.ª | 31.ª-40.ª |
| Clasificación general | 400 | 320 | 260 | 220 | 180 | 140 | 120 | 100 | 80  | 68   | 56   | 48   | 40   | 32   | 28   | 24        | 16        | 8         |
| Por etapa             | 50  | 40  | 30  | 25  | 20  | 18  | 15  | 10  | 8   | 6    |      |      |      |      |      |           |           |           |
| Líder                 | 8   |     |     |     |     |     |     |     |     |      |      |      |      |      |      |           |           |           |
| Mejor joven           | 6   | 4   | 2   |     |     |     |     |     |     |      |      |      |      |      |      |           |           |           |

| Clasificación |                      |                         |         |       |       |       |       |
| Posición      | Ciclista             | Equipo                  | General | Etapa | Líder | Joven | Total |
| ------------- | -------------------- | ----------------------- | ------- | ----- | ----- | ----- | ----- |
| 1.ª           | Lisa Brennauer       | Ceratizit-WNT           | 400     | 95    | 8     | -     | 503   |
| 2.ª           | Elisa Longo Borghini | Trek-Segafredo          | 320     | 46    | -     | -     | 366   |
| 3.ª           | Lorena Wiebes        | Sunweb                  | 260     | 90    | 8     | 6     | 358   |
| 4.ª           | Ellen van Dijk       | Trek-Segafredo          | 220     | 30    | -     | -     | 250   |
| 5.ª           | Leah Kirchmann       | Sunweb                  | 180     | 20    | -     | -     | 200   |
| 6.ª           | Annemiek van Vleuten | Mitchelton Scott        | 140     | 25    | -     | -     | 165   |
| 7.ª           | Elisa Balsamo        | Valcar-Travel & Service | 56      | 90    | -     |       | 146   |
| 8.ª           | Sarah Roy            | Mitchelton Scott        | 120     | 24    | -     | -     | 144   |
| 9.ª           | Alice Barnes         | Canyon SRAM Racing      | 80      | 30    | -     | 2     | 110   |
| 10.ª          | Maaike Boogard       | Alé BTC Ljubljana       | 100     | 8     | -     | 4     | 108   |

1. ↑  No incluye los puntos de la clasificación de las jóvenes ya que estos solo contabilizan para el ranking sub-23.